# Chira flavescens
Chira flavescens är en spindelart som beskrevs av Lodovico di Caporiacco 1947. Chira flavescens ingår i släktet Chira och familjen hoppspindlar. Inga underarter finns listade i Catalogue of Life.